# Ohnberg
Ohnberg ist der Name eines abgegangenen Ortes im Gemeindebereich Bad Wörishofen im Landkreis Unterallgäu. Der Ort wurde 1668 urkundlich erwähnt.